# Monument à la Dynastie
Le Monument à la Dynastie est un monument en l'honneur du roi Léopold Ier de Belgique dans le parc de Laeken à Bruxelles. Le monument est situé sur la place de la Dynastie au sommet d'une colline de 50 mètres de haut. Le monument termine l'axe monumental qui part du portail du château de Laeken et qui mène au monument après avoir traversé l'avenue du parc royal via l'avenue de la Dynastie. 

## Histoire
Le monument a été conçu par l'architecte Louis De Curte dans un style néo-gothique. Il a été construit de 1878 à 1881 sur ordre du roi Léopold II qui fit ériger le monument en l'honneur de la fondation de la dynastie par son père, auquel il succéda comme roi des Belges en 1865. Le monument aurait dû être achevé en 1880, lors de l'ouverture du parc de Laeken à l'occasion du cinquantième anniversaire du Royaume de Belgique. 
Au centre d'une galerie à neuf baies, chaque baie symbolisant l'une des neuf anciennes provinces belges, se trouve une sculpture de Léopold Ier. Sur cette sous-structure repose une flèche de près de 50 mètres de haut, coiffée d'une couronne dorée. 
Au-dessus des statues des neuf provinces belges, un lion belge tient les armoiries de la province en question. À l'arrière du monument, côté nord, un escalier donne accès à une visite au-dessus du péristyle. Cette balade passe sous les arcs-boutants ornés de petites gargouilles . 
La statue de Léopold Ier a été sculptée par Guillaume Geefs, qui a également réalisé la statue de Léopold Ier sur la colonne du Congrès. Les statues des provinces ont elles été faites par d'autres sculpteurs dont Thomas Vinçotte, Charles Van der Stappen, Adolphe Fassin, Antoine-Joseph van Rasbourgh et Charles Brunin.   
Le monument a été rénové en 2001 à l'occasion de la présidence belge de l'Union européenne. Il reste fermé au public par crainte du vandalisme.

## Iconographie

### Neuf provinces
La statue du roi, œuvre de Guillaume Geefs (1805-1885), est protégée par un dais en forme d'ennéagone parfait reposant sur un socle à gradins. Cette forme inusitée permet de figurer les neuf provinces qui composaient alors la Belgique. Les allégories qui les représentent ont été confiées à un aréopage d'artistes qui se sont inspirés des dessins de Georges Houtstont : Namur est symbolisée par la métallurgie (Thomas Vinçotte), Luxembourg par la chasse (Constant-Albert Desenfans), Liège par l'armurerie (Adolphe Fassin), le Limbourg par l'agriculture (Antoine van Rasbourg (nl)), Anvers par le commerce et la navigation (Frans Deckers), le Brabant par le sceptre royal (Charles Van der Stappen), la Flandre-Orientale par les filatures et l'horticulture (Gérard Van der Linden), la Flandre-Occidentale par la pêche (Henri Pickery), le Hainaut par la houille (Charles Brunin).

### Flèche
La flèche mesure cinquante mètres de haut, pour célébrer l'âge du royaume en 1880, et porte une couronne, se référant au royaume et au roi.

## Galerie

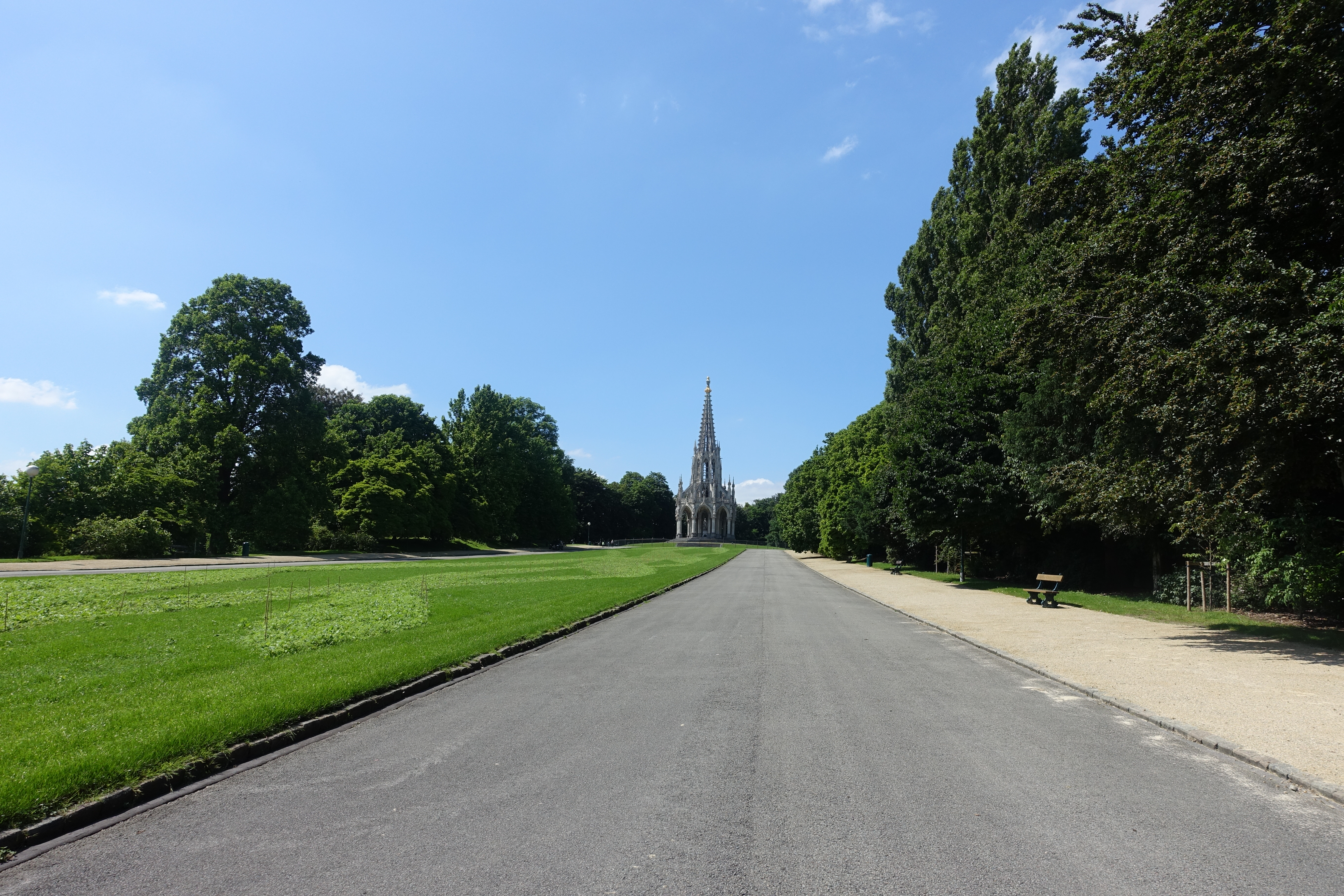
Avenue de la Dynastie dans le parc de Laeken.
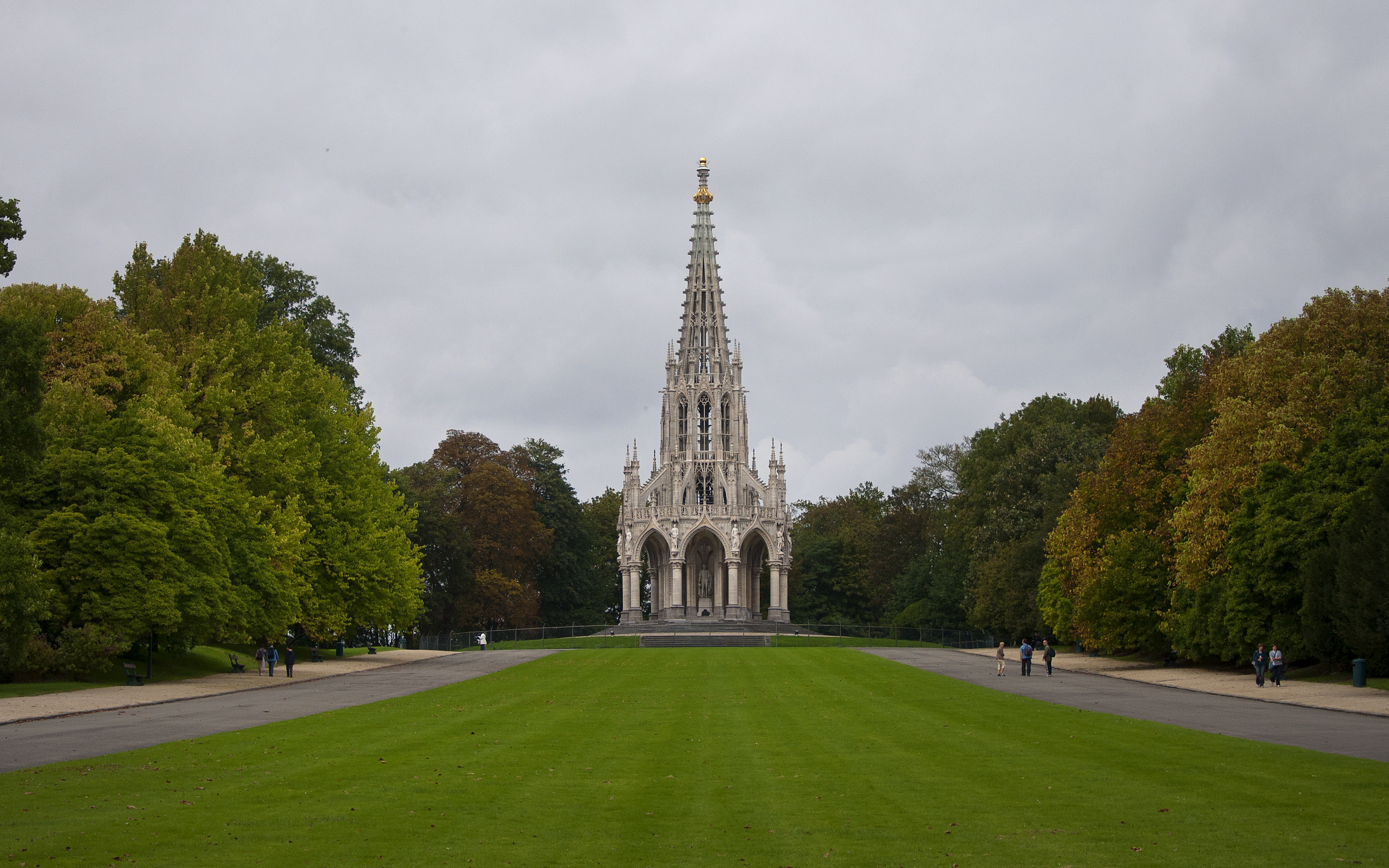
Avenue de la Dynastie avec le monument.
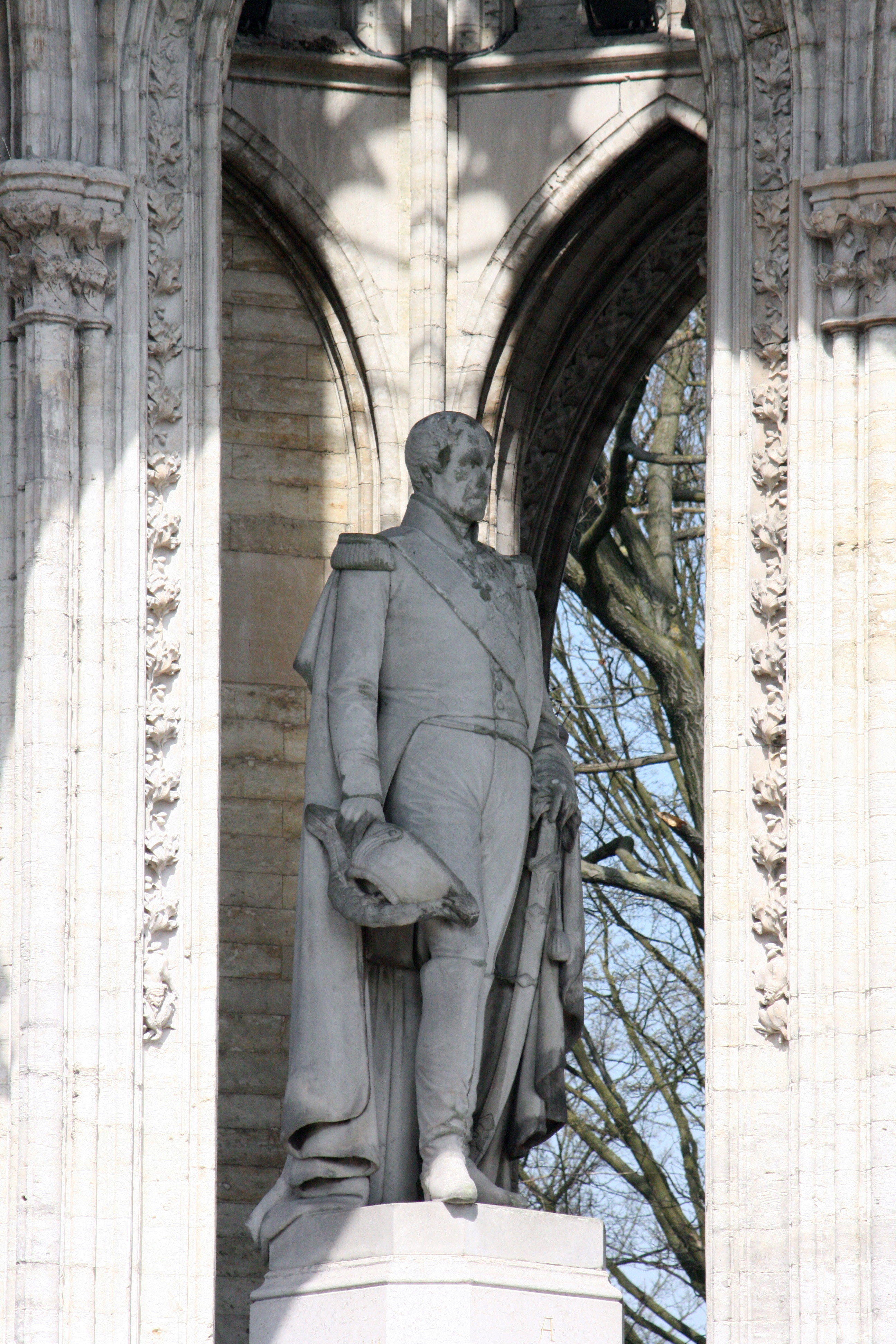
Statue de Léopold Ier.
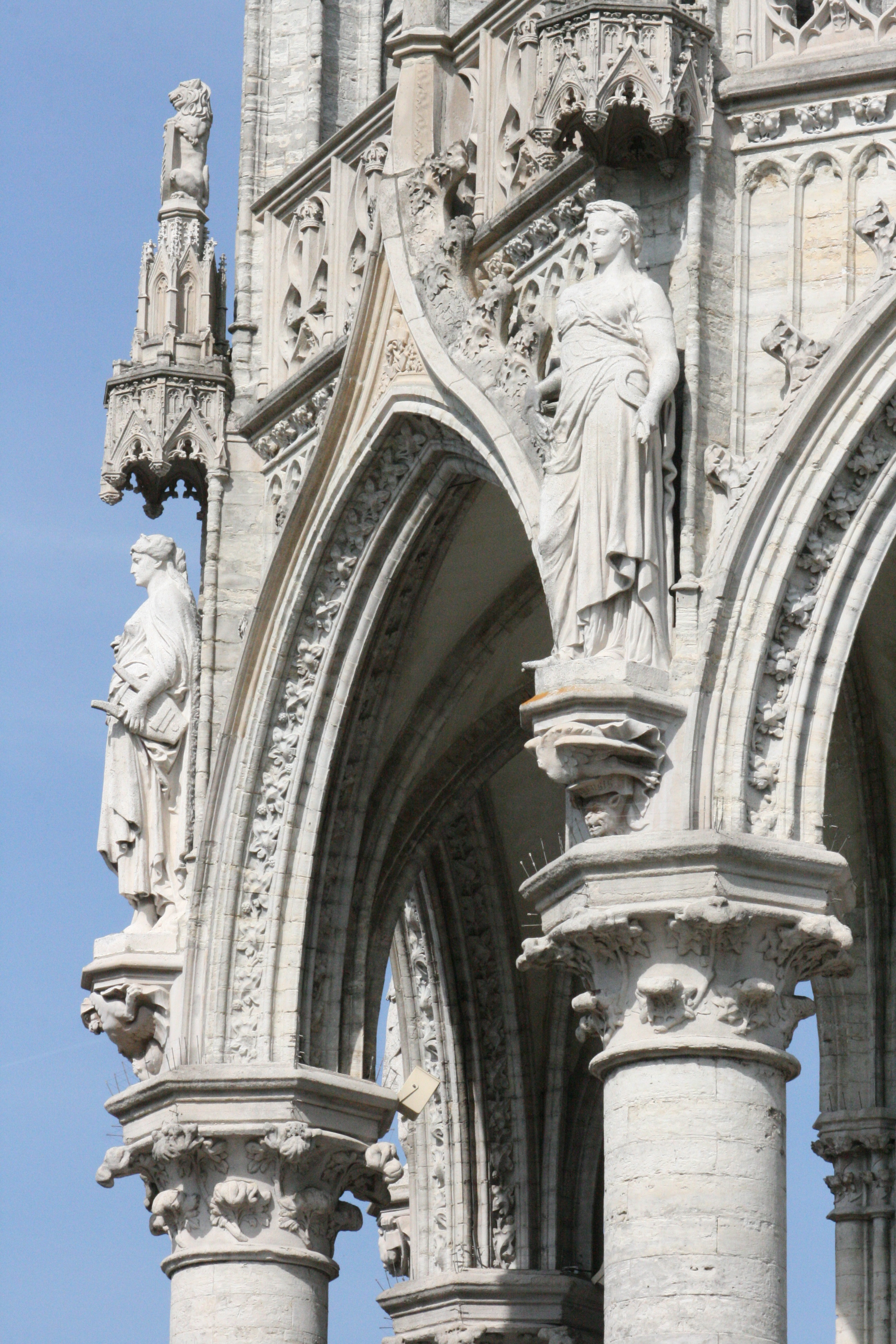
Allégories des provinces de Liège (à gauche) et du Limbourg (à droite), représentées respectivement par les symboles «Arsenal» et «Agriculture», par Adolphe Fassin et Antoine-Joseph Van Rasbourgh.
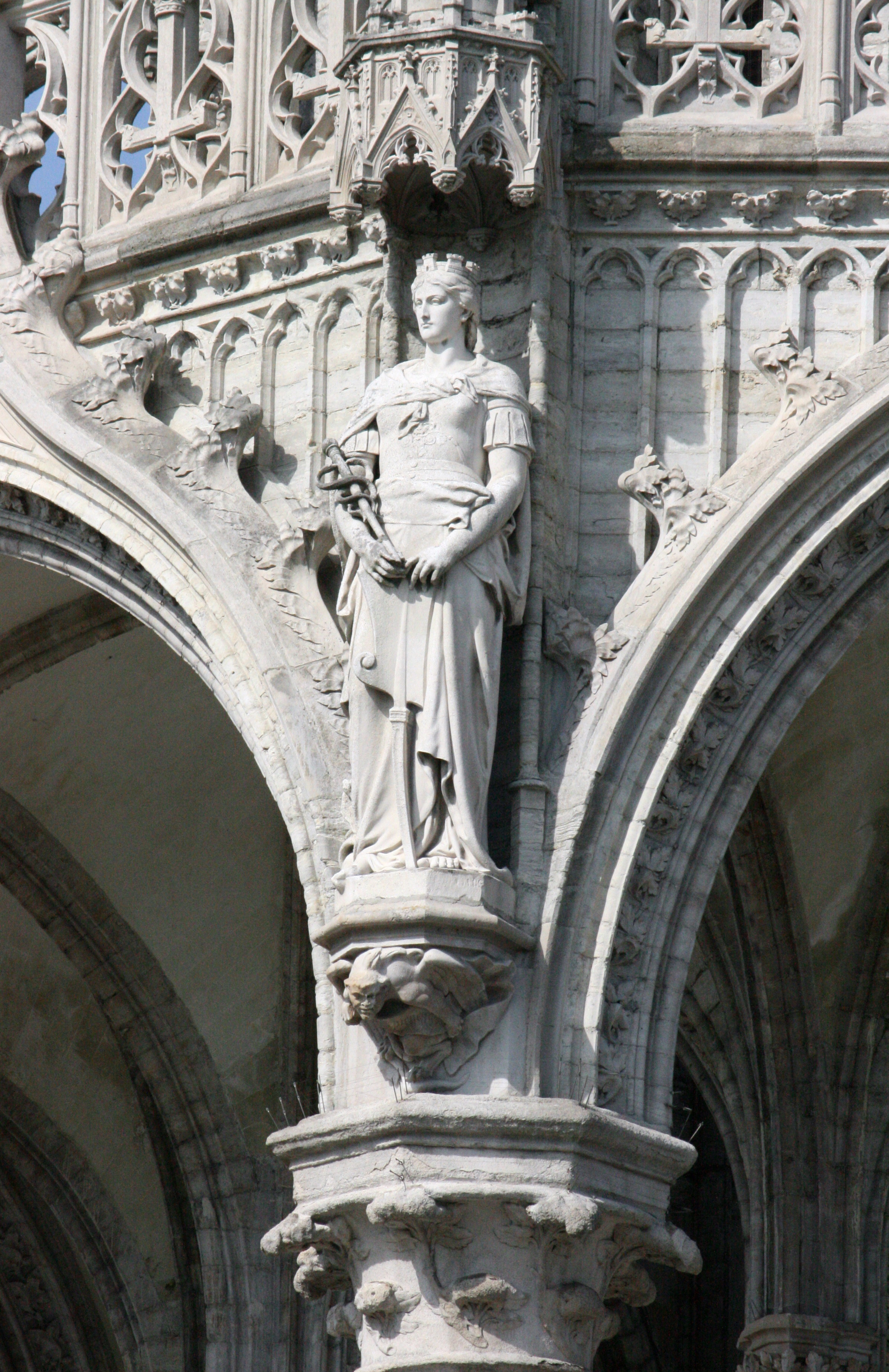
Détail du monument.